# Vermicularia bathyalis
Vermicularia bathyalis is een slakkensoort uit de familie van de Turritellidae. De wetenschappelijke naam van de soort is voor het eerst geldig gepubliceerd in 2002 door Petuch.